# Habranthus quilmesianus
Habranthus quilmesianus är en amaryllisväxtart som beskrevs av Pierfelice Ravenna. Habranthus quilmesianus ingår i släktet Habranthus och familjen amaryllisväxter. Inga underarter finns listade i Catalogue of Life.